# Darkman
Darkman is een Amerikaanse film uit 1990 van regisseur Sam Raimi. De hoofdrollen worden vertolkt door Liam Neeson, Frances McDormand en Larry Drake. Het scenario werd gebaseerd op een kortverhaal van regisseur Raimi. In de loop der jaren groeide Darkman uit tot een cultfilm.

## Verhaal
Peyton Westlake is een wetenschapper die gespecialiseerd is in huidtransplantatie. Hij staat op het punt een revolutionaire techniek te ontdekken waarmee hij personen met ernstige brandwonden kan helpen. Zijn vriendin Julie Hastings is een advocate. Wanneer op een dag een van haar belangrijke documenten in Peytons laboratorium terechtkomt, krijgt de wetenschapper bezoek van de gevaarlijke Robert G. Durant.
Durant wil het document bemachtigen. Hij breekt heel het laboratorium af en laat nadien alles ontploffen. Peyton loopt hevige brandwonden op aan zijn handen en gezicht. Hij is verminkt, maar overleeft de aanslag. Ondertussen menen zowel de autoriteiten als Julie dat Peyton gestorven is. Julie probeert haar leven voort te zetten en gaat in op de avances de rijke Louis Strack.
Peyton heeft zich teruggetrokken in een verlaten pand, waar hij met oude spullen een labo probeert in elkaar te prutsen. Hij verbetert zijn wetenschappelijke techniek en past huidtransplantie toe op zichzelf. Een voor een schakelt hij de leden van Durants bende uit. Ondertussen probeert hij ook contact te zoeken met zijn oude liefde Julie. Maar dan ontdekt hij dat Durant voor Louis Strack werkt. Peyton en Louis Strack gaan een dodelijk duel aan. Strack sterft en Peyton wordt terug met Julie verenigd. Maar Peyton beseft dat hij niet meer de brave wetenschapper van weleer is en dus trekt hij zich terug in de onderwereld. Voortaan zal hij door het leven gaan als Darkman.

## Rolverdeling

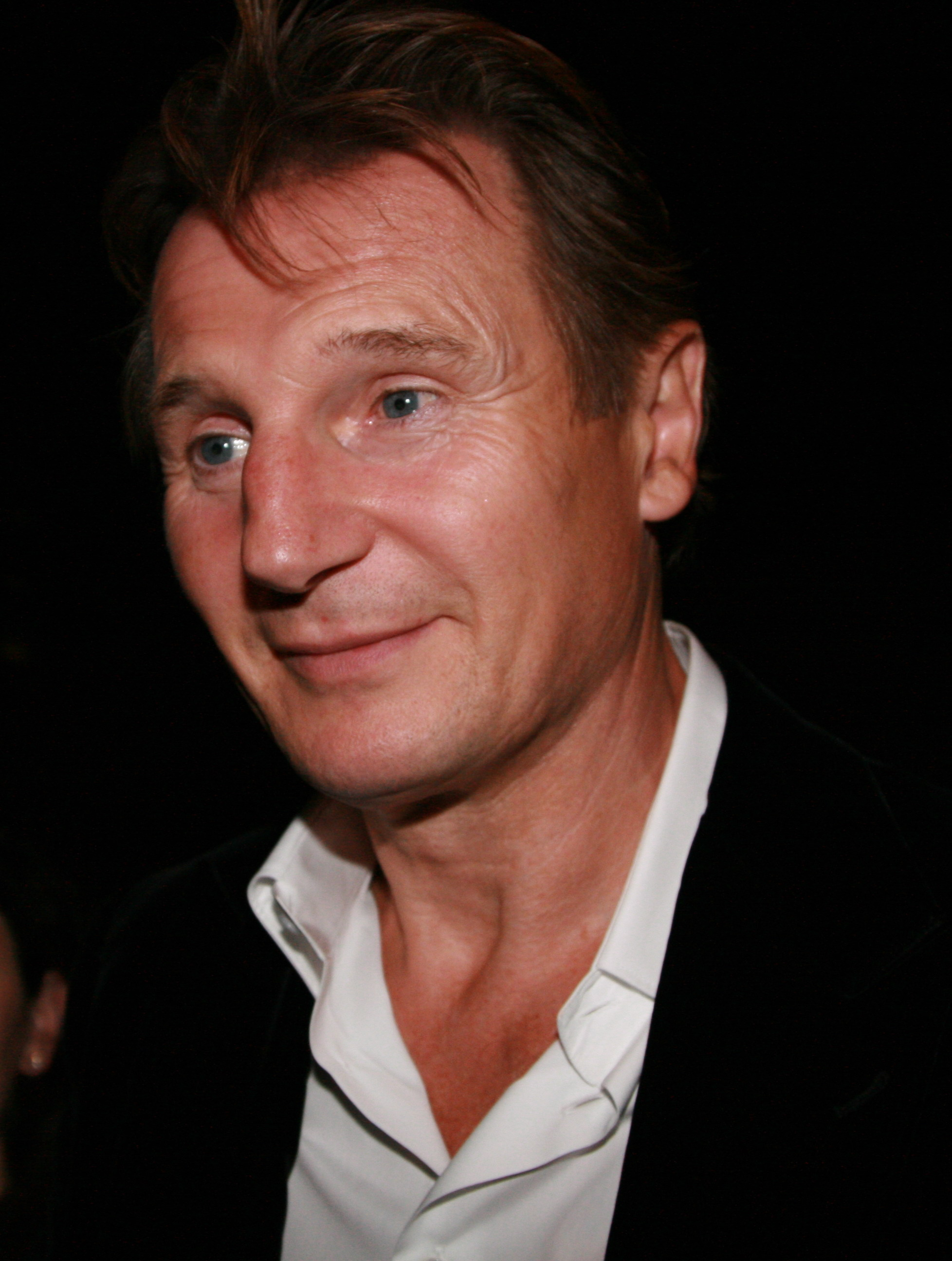
Liam Neeson kroop in de huid van Darkman.

| Acteur            | Personage                 |
| ----------------- | ------------------------- |
| Liam Neeson       | Peyton Westlake / Darkman |
| Frances McDormand | Julie Hastings            |
| Larry Drake       | Robert G. Durant          |
| Colin Friels      | Louis Strack Jr.          |
| Ted Raimi         | Rick                      |

## Preproductie
Regisseur Sam Raimi was eind jaren 1980 vooral bekend van zijn horrorfilms The Evil Dead (1981) en Evil Dead II (1987). In diezelfde periode wilde hij graag een bekend stripverhaal verfilmen. The Shadow en Batman waren opties, maar Raimi kreeg in beide gevallen de rechten niet te pakken. Daarom besloot hij om zelf een superheld te creëren. In eerste instantie schreef hij een kortverhaal van zo'n 30 pagina's. De stijl en het verhaal waren gebaseerd op de oude horrorfilms van Universal Pictures. Maar ook films als The Phantom of the Opera en The Elephant Man dienden als inspiratiebron. Vooral het gegeven van een nobele man die in een monster verandert, fascineerde Raimi. Het tragische liefdesverhaal van Darkman werd dan weer sterk beïnvloed door The Hunchback of Notre Dame.
Nadien werd het kortverhaal omgezet in een scenario. In 1987 gaf Universal Pictures de toestemming om Darkman te verfilmen, op voorwaarde dat Raimi de hulp van een scenarist inriep om het verhaal nog een beetje bij te schaven.

## Trivia
- Oorspronkelijk wilde Sam Raimi acteur Bruce Campbell voor de rol van Darkman inzetten. Maar de rol ging uiteindelijk naar Liam Neeson. Campbell is wel even te zien in de laatste scène van de film. Ook Gary Oldman was een optie voor de rol.
- Joel en Ethan Coen hebben een cameo in de film.
- Julia Roberts en Demi Moore werden overwogen voor de rol van Julie Hastings. Actrice Bridget Fonda had auditie gedaan maar was nog te jong. De rol ging uiteindelijk naar Frances McDormand.